# Osztószámfüggvény
A számelmélet magyar szakirodalmában általában d(n)-nel jelölt osztószámfüggvény a pozitív természetes számok halmazán értelmezett számelméleti függvény, melynek értéke az argumentum (pozitív) osztóinak száma (az osztók közé 1-et és magát a független változóként vett számot is beleértve). Képlete tehát
{\displaystyle \mathbb {N} ^{+}\rightarrow \mathbb {N} ;\ d(n)\ :=\ |\{k\in \mathbb {N} \ |\ k|n\}|\ =\ \sum _{d|n}d^{\,0}}.
Például a 6 osztói: 1,2,3,6; ezért 6-nak négy osztója van, s így d(6) = 4; míg a 12 osztói: 1, 2, 3, 4, 6, 12; ezért 12-nek hat darab osztója van, s így d(12) = 6.
A d(n) jelölést G. H. Hardy és E. M. Wright vezették be 1979-ben. A külföldi szakirodalomban másféle jelölések is előfordulnak, például σ0(n) (szigma-null-jelölés ld. általánosítások), ν(n) (nü-jelölés, Ore, 1988), illetve τ(n) (tau-jelölés).

A d(n) függvény grafikonja (n=250-ig)

## Értékei kis számokra
Osztószámok kis számokra:
| n    | 1  | 2  | 3  | 4  | 5  | 6  | 7  | 8  | 9  | 10 | 11 | 12 | 13 | 14 | 15 | 16 | 17 | 18 | 19 | 20  |
| d(n) | 1  | 2  | 2  | 3  | 2  | 4  | 2  | 4  | 3  | 4  | 2  | 6  | 2  | 4  | 4  | 5  | 2  | 6  | 2  | 6   |
| n    | 21 | 22 | 23 | 24 | 25 | 26 | 27 | 28 | 29 | 30 | 31 | 32 | 33 | 34 | 35 | 36 | 37 | 38 | 39 | 40  |
| d(n) | 4  | 4  | 2  | 8  | 3  | 4  | 4  | 6  | 2  | 8  | 2  | 6  | 4  | 4  | 4  | 9  | 2  | 4  | 4  | 8   |
| n    | 41 | 42 | 43 | 44 | 45 | 46 | 47 | 48 | 49 | 50 | 51 | 52 | 53 | 54 | 55 | 56 | 57 | 58 | 59 | 60  |
| d(n) | 2  | 8  | 2  | 6  | 6  | 4  | 2  | 10 | 3  | 6  | 4  | 6  | 2  | 8  | 4  | 8  | 4  | 4  | 2  | 12  |
| n    | 61 | 62 | 63 | 64 | 65 | 66 | 67 | 68 | 69 | 70 | 71 | 72 | 73 | 74 | 75 | 76 | 77 | 78 | 79 | 80  |
| d(n) | 2  | 4  | 6  | 7  | 4  | 8  | 2  | 6  | 4  | 8  | 2  | 12 | 2  | 4  | 6  | 6  | 4  | 8  | 2  | 10  |
| n    | 81 | 82 | 83 | 84 | 85 | 86 | 87 | 88 | 89 | 90 | 91 | 92 | 93 | 94 | 95 | 96 | 97 | 98 | 99 | 100 |
| d(n) | 5  | 4  | 2  | 12 | 4  | 4  | 4  | 8  | 2  | 12 | 4  | 6  | 4  | 4  | 4  | 12 | 2  | 6  | 6  | 9   |

Különleges (elfajult) esetet képez d(0) = |N| = ℵ0, hiszen 0-nak minden természetes szám az osztója; ezért 0-ra a d(n) függvényt nem lehet a természetes számok körében maradva értelmezni. Érvényes viszont d(1) = 1, hiszen 1-nek és csakis az egynek van egyetlen osztója (önmaga). A prímszám definíciójából adódóan d(p) = 2 csakkor, ha p prím.

## Tulajdonságok

### Algebrai-számelméleti tulajdonságok

#### Értékei prímhatványokra
Ha α>0 természetes szám és p∈N prímszám, akkor
{\displaystyle d\left(p^{\alpha }\right)\ =\ {\alpha +1}}.
Ennek speciális eseteként
{\displaystyle d(p)\ =\ d\left(p^{1}\right)\ =\ 1+1\ =\ 2}.
Amint fentebb mondtuk, a második egyenlőség a prímszám definíciójának is egyszerű következménye (hiszen egy p prímnek pontosan két osztója van). Az első egyenlőség a számelmélet alaptételéből következik, ugyanis pα osztói pontosan a pβ alakú számok, ahol 0≤β≤α és β∈N; vagyis 1=p0, p=p1, p2, …, pα, ez pedig tényleg a p kitevőjénél eggyel több osztó.

#### Kanonikus kiszámítási mód
A multiplikativitást és az előző tulajdonságot felhasználva, az argumentum kanonikus alakja ismeretében a d(n) függvényt kiszámító képlet adható. Eszerint ha az n>1 természetes szám prímtényezőkre bontása (kanonikus alakja) {\displaystyle n\ =\ p_{1}^{\alpha _{1}}p_{2}^{\alpha _{2}}...p_{g}^{\alpha _{g}}\ =\ \prod _{i=1}^{g}p_{i}^{\alpha _{i}}} (α1, …, αg, g ∈N+ és p1, …, pg prímszámok)†; akkor érvényes:
{\displaystyle d(n)=}
{\displaystyle =\left(\alpha _{1}+1\right)\left(\alpha _{2}+1\right)...\left(\alpha _{g}+1\right)=}
{\displaystyle =\prod _{i=1}^{g}\left(\alpha _{i}+1\right)}.
Tehát azt mondhatjuk, egy szám osztóinak száma épp a kanonikus felbontásában előforduló kitevők eggyel való megnövelésével kapott számok szorzata.
Ez a tétel a multiplikativitásra való hivatkozás nélkül, elemi úton is bizonyítható (szintén a számelmélet alaptételére mint központi alapelvre hivatkozva). Tekintsük az alábbi táblázatot (mellékeltünk egy példát az n = 1500 = 223153 esetére):
| prímtényezők → ↓ kanonikus kitevő | p1 | p2 | … | pn |
| –                                 | 0  | 0  | … | 0  |
| –                                 | 1  | 1  | … | 1  |
| –                                 | …  | …  | … | …  |
| –                                 | α1 | α2 | … | αg |

| 1500 223153 | 2 | 3 | 5 |
| –           | 0 | 0 | 0 |
| –           | 1 | 1 | 1 |
| –           | 2 | – | 2 |
| –           | – | – | 3 |

Legyen a táblázatnak annyi oszlopa, ahány (különböző) prímtényezője van n-nek (tehát g darab), a j-edik oszlop fejlécébe írjuk be a j-edik prímtényezőt (j 1 és g közé esik), majd minden oszlop celláiba írjuk rendre a 0,1,2,3,.. számokat egész addig, míg el nem érjük az illető oszlop fejlécében lévő prímtényezőnek az n kanonikus alakjában szereplő kitevőjét (tehát a j-edik oszlopnak αj db. számozott cellája lesz). Minden 1-nél nagyobb természetes számnak van prímfelbontása, és így minden 1-nél nagyobb természetes számhoz egy-egyértelműen tartozik egy ilyen táblázat. A bizonyítás a következő:
1. Egy-egyértelműség a táblázatok és az n osztói között: A SzAT egy ismert következménye, hogy n egy m osztójának kanonikus alakja épp {\displaystyle m\ =\ p_{1}^{\beta _{1}}p_{2}^{\beta _{2}}...p_{g}^{\beta _{g}}{\mbox{, ahol}}\ \forall i\in \left\{1,2,...,g\right\}:0\leq \beta _{i}\leq \alpha _{i}}. Az m osztó megadása azzal ekvivalens, hogy minden oszlopból kiválasztunk egy cellát, azt, amelyben a βj kitevő áll.
2. Az oszlopokban álló elemek számát össze kell szorozni: Minden oszlopban αj+1 db. elem áll (0-tól αj-ig), tehát a j-edik oszlopból αj+1-féleképp választhatunk kitevőt. A következő oszlopból hasonlóképp, és a választások egymástól függetlenek (akármelyik kitevőt választottuk az egyik oszlopban, egy másik oszlopban tetszőleges, ott szereplő kitevőt választva is az n egy osztóját kapjuk), így az összes választási lehetőség száma úgy adódik, hogy az oszloponkénti választási lehetőségek számát, azaz az αj+1-eket összeszorozzuk (ez szigorúbban j-re vonatkozó teljes indukcióval is bizonyítható). Vagyis megkaptuk, hogy az összes osztó száma (α1+1)(α2+1)…(αg+1). QED.

#### Multiplikativitás
(Gyengén) multiplikatív, azaz relatív prím számok szorzatán felvett értéke a számokon felvett értékének szorzata. Formálisan:
{\displaystyle \forall a,b\in \mathbb {Z} :\ \left(\ \ \left(a,b\right)=1\ \Rightarrow \ d(ab)=d(a)\cdot d(b)\ \right)}
Például:
- a=4, és σ(4) = 3;
- b=15, és d(15) = 4;

(lásd az Értékei kis számokra c. táblázatot)
A két szám szorzata: 4·15 = 60, valamint d(60) = |{1, 2, 3, 4, 5, 6, 10, 12, 15, 20, 30, 60}| = 12, ami pontosan 3·4.
Ez a tulajdonság a SzAT egyszerű következménye. A SzAT egyik következménye szerint relatív prím számok szorzatának osztói a tényezők osztói szorzatai. Ha A jelöli az a osztói halmazát, B meg a b osztóiét, C meg az ab osztóiét, akkor d(ab) = |C|, de c mivel minden eleme egy-egyértelműen előáll egy A-beli meg egy B-beli elem szorzataként, azaz egy A-beli x és egy B beli y elem párosa, (x,y)∈A×B, egyértelműen megfelel egy C-beli elemnek, ezért ezek száma ugyanaz, mint A×B elemeinek száma, ami viszont épp |A|×|B| (két halmaz direkt szorzatának számossága a tényezők direkt szorzata); így |A|=d(a) és |B|=d(b) miatt d(ab) = |C| = |A×B| = |A|·|B| = d(a)d(b). QED.

### Analitikus tulajdonságok
Az osztószámfüggvény növekedése szabálytalan (nem monoton, nem csak az argumentum nagyságától függ, hanem annak multiplikatív szerkezetével (prímfelbontás) is erős kapcsolatban áll).

#### Korlátosság: alulról korlátos
A d(n) függvény triviálisan alulról korlátos, hiszen értéke bármely nemnegatív argumentumra nemnegatív, és értékkészletének van legkisebb eleme, az 1, melyet az n = 1 helyen vesz fel.
1 = min(R(d(n)))
Mivel a minimum, ha létezik, mindig alsó korlát, mégpedig a legnagyobb, így az osztószám függvény legnagyobb alsó korlátja, avagy alsó határa (infimuma) 1: inf(R(d(n))) = 1.
Ugyanakkor e függvény nem felülről korlátos, ld. lentebb.

#### Értékkészlet
Sőt, valójában minden 0-nál nagyobb értéket felvesz, méghozzá minden 1-nél nagyobb értéket végtelen sokszor (tetszőleges p prímre és α≥1 természetes számra d(pα-1) = α miatt).

#### Értékei összege
Lejeune Dirichlet 1838-ban igazolta a d(n) függvény értékeinek összegére, hogy
{\displaystyle \sum _{n=1}^{x}d(n)=x\log x+(2\gamma -1)x+O({\sqrt {x}})}.
ahol γ az Euler-Mascheroni-állandó. Az, hogy itt a hibatag {\displaystyle O({\sqrt {x}})}-ről mennyire csökkenthető, a számelmélet egyik nevezetes problémája, a Dirichlet-féle osztóprobléma.
G. Voronoj 1903-ban megmutatta, hogy a hibatag {\displaystyle {\sqrt[{3}]{x}}\log x}-re csökkenthető. G. A. Kolesnik 1982-ben megmutatta, hogy a hiba {\displaystyle O(x^{\theta }(\log x)^{\epsilon })} minden {\displaystyle \epsilon >0}-ra, ahol {\displaystyle \theta =35/108}. Másrészt G. H. Hardy és A. E. Ingham megmutatta, hogy a hiba nem {\displaystyle o(x^{1/4})}.

## Számelméleti eredmények
A d(n) függvény minden 1-nél nagyobb egész értéket végtelen sokszor felvesz (ld. fentebb). Igen elemi úton bizonyítható (ld. még osztópárok), hogy értéke csakis a négyzetszámokra páratlan. Rövid, a szimultán kongruenciarendszerekre vonatkozó tételeket és a Dirichlet-tételt használó bizonyítás adható arra, hogy grafikonja „tetszőlegesen mély völgyeket/magas csúcsokat” tartalmaz szomszédos argumentumokra is, azaz tetszőleges h∈R+ pozitív valós számhoz létezik olyan n>1 természetes szám, hogy igaz {\displaystyle d(n)<d(n-1)+h,d(n+1)+h}.

## Általánosítások
Leggyakrabban előforduló általánosítása az osztóhatványösszeg-függvény, mely a független változó osztói r-edik hatványainak összege (r valós szám):
{\displaystyle \sigma _{r}(n)\ :=\ \sum _{\begin{matrix}{d|n}\\{1\leq d\leq n}\end{matrix}}d^{\,r}}
A d(n) = σ0(n) függvény ennek speciális esete r=0-ra.

Lehetséges más konkrét algebrai struktúrákban, például kommutatív grupoidokban, félcsoportokban vagy – a legérdekesebb esetként – gyűrűkben is rákérdezni egy adott (x) elemet „osztó” más (y) elemek (az x=dy egyenlet megoldásai, ahol y és d ismeretlenek) számára.